# سونامی (فیلم)
سونامی فیلمی به کارگردانی میلاد صدرعاملی، نویسندگی میلاد صدرعاملی و علی اصغری و تهیه‌کنندگی علی سرتیپی محصول سال ۱۳۹۷ ایران است. این فیلم برای نخستین بار در سی و هفتمین دوره جشنواره فیلم فجر به نمایش درآمد. پخش این فیلم با شرکت فیلمیران است.

## خلاصه داستان
«سونامی» یک درام ورزشی است. محوریت داستان فیلمنامه دربارهٔ زندگی یک تکواندوکار است که در ادامه با اتفاقات مختلفی روبه رو می‌شود.

## بازیگران
| بازیگر          | نقش           |
| --------------- | ------------- |
| بهرام رادان     | مرتضی نژادی   |
| مهرداد صدیقیان  | بهداد مقیمی   |
| علیرضا شجاع‌نوری | خسروی         |
| رعنا آزادی‌ور    |               |
| محمدرضا غفاری   |               |
| فرشته حسینی     | ترگل ابراهیمی |
| علیرضا استادی   |               |
| امیرمهدی ژوله   | دشتی          |
| علیرضا ورزنده   |               |